# مقسم الزين
مقسم الزين هي إحدى القرى اللبنانية من قرى قضاء صيدا في محافظة الجنوب.